# Mourdie
Mourdie (également appelé Mourzié) est une localité située dans le département de Nouna de la province du Kossi dans la région de la Boucle du Mouhoun au Burkina Faso.

## Santé et éducation
Mourdie accueille un centre de santé et de promotion sociale (CSPS) tandis que le centre médical avec antenne chirurgicale (CMA) se trouve à Nouna.
Le village possède une école primaire publique.